# Abai sungai jezik
Abai sungai jezik (ISO 639-3: abf), jezik Paitanske podskupine, sjeverozapadnih malajsko-polinezijskih jezika, ili po novijoj klasifikaciji sjevernobornejske skupine, kojim govori oko 400 ljudi (2000 Wurm) istoimenog ribarskog plemena na donjim pritokama rijeke Kinabatangan u malezijskoj državi Sabah.

## Vanjske poveznice
- Ethnologue (14th)
- Ethnologue (15th)